# Гённерсдорф (Айфель)
Гённерсдорф (нем. Gönnersdorf) — община в Германии, в земле Рейнланд-Пфальц.
Входит в состав района Вульканайфель. Подчиняется управлению Обере Килль. Население составляет 563 человека (на 31 декабря 2010 года). Занимает площадь 5,17 км².